# 波博魯鄉
波博魯鄉（羅馬尼亞語：Comuna Poboru, Olt），是羅馬尼亞的鄉份，位於該國南部，由奧爾特縣負責管轄，面積69平方公里，海拔高度294米，2007年人口2,383，人口密度每平方公里35人。